# Chaetostoma venezuelae
Chaetostoma venezuelae är en fiskart som först beskrevs av Schultz, 1944.  Chaetostoma venezuelae ingår i släktet Chaetostoma och familjen Loricariidae. Inga underarter finns listade i Catalogue of Life.